# Watt
|  | Aquest article tracta sobre la unitat de potència. Vegeu-ne altres significats a «watt (desambiguació)». |

El watt o vat (símbol: W) és la unitat de potència del Sistema Internacional, és la quantitat d'energia en joules que és convertida, utilitzada o bé dissipada en un segon. Es tracta d'una unitat derivada que pren el seu nom de l'enginyer, inventor i constructor d'instruments escocès James Watt, per la seva contribució al desenvolupament de la màquina de vapor, cosa que fou uns dels desencadenants de l'inici de la Revolució Industrial.
El watt fou adoptat pel Segon Congrés de la British Association for the Advancement of Science el 1889, cosa que suposà el seu reconeixement internacional com a unitat de potència, incorporant-lo com una unitat addicional a les unitats pràctiques definides al sistema CGS. Va ser definida al Sistema Internacional d'Unitats el 1948 a la 9a Conferència General de Pesos i Mesures, la mateixa conferència en la que s'incorporà l'ampere entre d'altres.
Un watt és equivalent a 1 joule per segon (1 J/s)
{\displaystyle 1~{\rm {{W}=1~{\dfrac {\rm {J}}{\rm {s}}}=1~{\dfrac {\rm {{kg}\cdot {\rm {m^{2}}}}}{\rm {s^{3}}}}=1~{\dfrac {\rm {N\cdot m}}{\rm {s}}}}}}
o, en unitats elèctriques, 1 voltampere (1 V·A):
{\displaystyle 1~{\rm {{W}=1~{\rm {{A}\times 1~\Omega \times 1~{\rm {{A}=1~{\rm {{V}\cdot {\rm {{A}.}}}}}}}}}}}

## Múltiples
| \| Submúltiples \| Submúltiples \| Submúltiples \| Múltiples \| Múltiples \| Múltiples \| \| Valor \| Símbol \| Nom \| Valor \| Símbol \| Nom \| \| ------------------------------------------- \| ------------ \| ------------ \| --------- \| --------- \| --------- \| \| 10–1 W \| dW \| deciwatt \| 10¹ W \| daW \| decawatt \| \| 10–2 W \| cW \| centiwatt \| 10² W \| hW \| hectowatt \| \| 10–3 W \| mW \| mil·liwatt \| 103 W \| kW \| quilowatt \| \| 10–6 W \| µW \| microwatt \| 10⁶ W \| MW \| megawatt \| \| 10–9 W \| nW \| nanowatt \| 10⁹ W \| GW \| gigawatt \| \| 10–12 W \| pW \| picowatt \| 1012 W \| TW \| terawatt \| \| 10–15 W \| fW \| femtowatt \| 1015 W \| PW \| petawatt \| \| 10–18 W \| aW \| attowatt \| 1018 W \| EW \| exawatt \| \| 10–21 W \| zW \| zeptowatt \| 1021 W \| ZW \| zettawatt \| \| 10–24 W \| yW \| yoctowatt \| 1024 W \| YW \| yottawatt \| \| Els múltiples més habituals són en negreta. \| \| \| \| \| \| |              | Algunes equivalències - mil·liwatt (mW) = 10-3 W = 0,001 W - watt = 100 W = 1 W - quilowatt (kW) = 103 W = 1000 W - megawatt (MW) = 10⁶ W = 1 000 000 W - gigawatt (GW) = 10⁹ W = 1 000 000 000 W - terawatt (TW) = 1012 W = 1 000 000 000 000 W |           |           |           |
| Submúltiples | Submúltiples | Submúltiples | Múltiples | Múltiples | Múltiples |
| Valor | Símbol       | Nom | Valor     | Símbol    | Nom       |
| 10–1 W | dW           | deciwatt | 10¹ W     | daW       | decawatt  |
| 10–2 W | cW           | centiwatt | 10² W     | hW        | hectowatt |
| 10–3 W | mW           | mil·liwatt | 103 W     | kW        | quilowatt |
| 10–6 W | µW           | microwatt | 10⁶ W     | MW        | megawatt  |
| 10–9 W | nW           | nanowatt | 10⁹ W     | GW        | gigawatt  |
| 10–12 W | pW           | picowatt | 1012 W    | TW        | terawatt  |
| 10–15 W | fW           | femtowatt | 1015 W    | PW        | petawatt  |
| 10–18 W | aW           | attowatt | 1018 W    | EW        | exawatt   |
| 10–21 W | zW           | zeptowatt | 1021 W    | ZW        | zettawatt |
| 10–24 W | yW           | yoctowatt | 1024 W    | YW        | yottawatt |
| Els múltiples més habituals són en negreta. |              | |           |           |           |

Pot ser interessant trobar exemples per cada ordre de magnitud en l'àmbit de la generació, transferència o consum d'energia en estat estacionari. Els exemples poden anar des de les unitats més petites fins a les més grans, segons les interaccions o sistemes considerats.

### Nanowatt
Un nanowatt és equivalent a una bilionèsima part de watt. Per una estrella aïllada de magnitud +3.5, un metre quadrat de superfície rep un nanowatt de potència en forma de radiació.

### Microwatt
Un microwatt és equivalent a una milionèsima part d'un watt. Exemples de transmissió d'energia en aquest ordre són les comunicacions per fibra òptica que donen potències al voltant dels microwatts-mil·liwatts en la major part dels casos

### Mil·liwatt

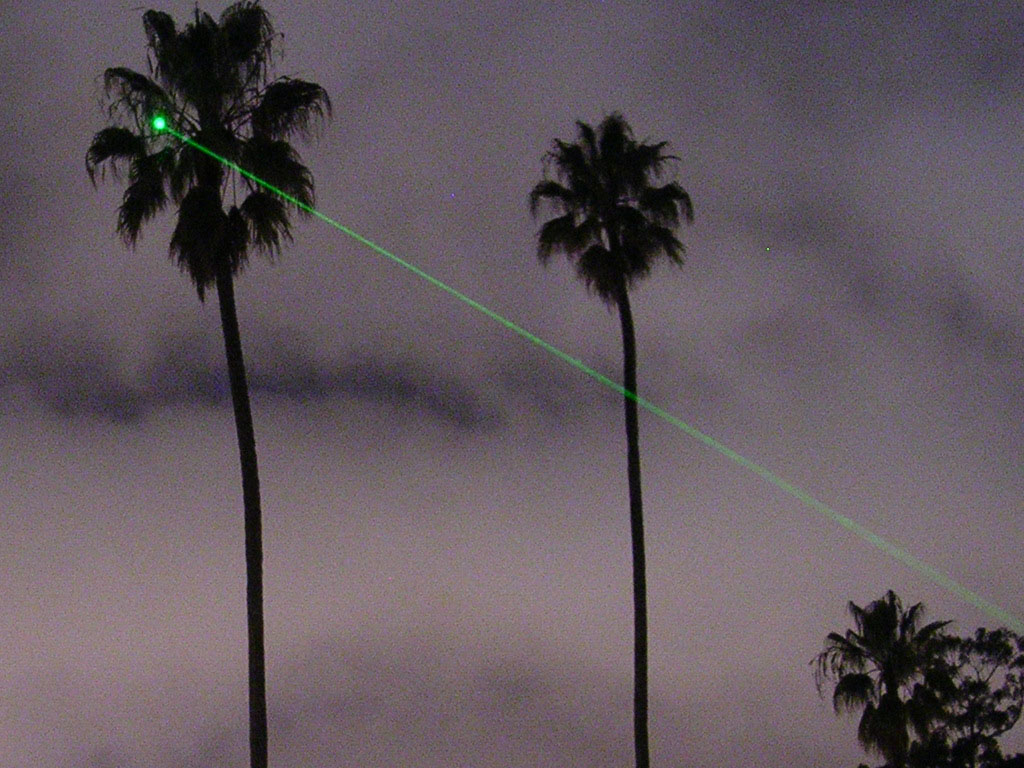
Làser de 5 mW dirigit a una palmera de nit. El raig és visible degut a la difusió de Rayleigh i a la pols.

Un mil·liwatt és equivalent a una mil·lèsima de watt. Un punter làser típic pot donar lloc a feixos de llum de 5 mil·liwatts de potència de sortida. Altres exemples de consum o generació de l'ordre de mil·liwatt són les transmissions per fibra òptica ja esmentades en l'anterior apartat, alguns tipus de LEDs o experiments en micromotors de combustió interna

### Watt
És el consum típic necessari per a l'emissió-recepció de comunicacions amb telèfons mòbils.

### Kilowatt
El kilowatt és equivalent a mil watts, aquesta unitat es fa servir típicament com a unitat de mesura de la potència motriu dels motors i també com a mesura del consum de potència de ferramentes i altres màquines. Un kilowatt és aproximadament equivalent a 1,34 cavalls. Un escalfador elèctric típic amb un element resistiu sol tenir un consum de l'orde d'un kilowatt. El consum mitjà anual elèctric per cada casa als Estats Units és entorn de 8 900 kilowatts hora (unitat d'energia), equivalent en termes de potència a un consum mitjà d'1 kW contínuament durant tot l'any. En aquest ordre de magnitud, tot i que per davall de les exigències anteriors, les potències màximes desenvolupades per alguns éssers vius, com poden ser els cavalls.

### Megawatt

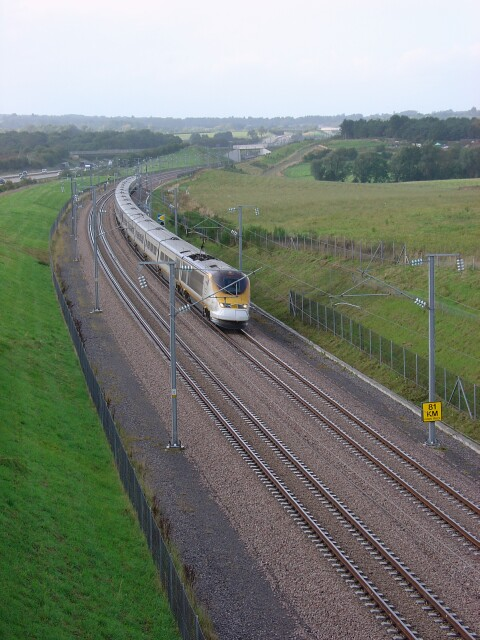
El tren d'alta velocitat Eurostar, que ha menestar a velocitat mitjana entre 4 a 6 megawatt per hora. Imatge del tren a prop de l'enllaç amb l'Eurotúnel.

El megawatt és una unitat de potència equivalent a un milió de watts. Es fa servir per descriure «grans consumidors» com ara la indústria o el transport. Fins i tot fenòmens naturals es descriuen en MW, com per exemple a les descàrregues elèctriques dels llamps, o la dissipació d'energia a les grans cascades se situen en xifres de l'ordre del megawatt, un exemple seria l'energia dissipada a la cascada Dettifoss a Islàndia (classe 7 segons les classificacions de cascades per volum) on la variació d'energia potencial mitjana de la cascada és d'aquest ordre.
Exemples de maquinària que treballa amb potències d'aquest ordre són per exemple els grans motors elèctrics, els grans vaixells (com per exemple portaavions i submarins), maquinària especial i alguns equips d'investigació i recerca com per exemple els grans làsers o els supercolisionadors. Un gran edifici residencial o comercial pot consumir alguns megawatts de potència elèctrica i d'energia per a la calefacció.
La capacitat productiva dels generadors elèctrics operats pels serveis públics es pot mesurar també en MW. Al món ferroviari, els moderns trens d'alta potència elèctrics poden tenir una potència màxima de 5 o 6 MW, tot i que moltes màquines produeixen molt més, l'Eurostar, per exemple, consumeix més de 12 MW –mentre que les pesants locomotores dièsel-elèctriques poden requerir típicament de 3 a 5 MW. En l'àmbit de l'energia nuclear, algunes plantes poden arribar a tenir capacitats netes entre 500 i 1300 MW.
La citació més antiga del mot megawatt aparegué, segons l'Oxford English Dictionary, al Webster's International Dictionary of English Language. L'OED també remarca que el terme megawatt aparegué el 28 de novembre de 1947 a un article de la revista Science (506:2).

### Gigawatt
Un gigawatt és una unitat de potència equivalent a mil milions de watts. Aquesta unitat sol fer-se servir a grans plantes generadores d'electricitat o a les xarxes elèctriques. La generació d'energia a la Presa Hoover pot ser un bon exemple, disposant de 2,08 GW de potència instal·lada.

### Terawatt

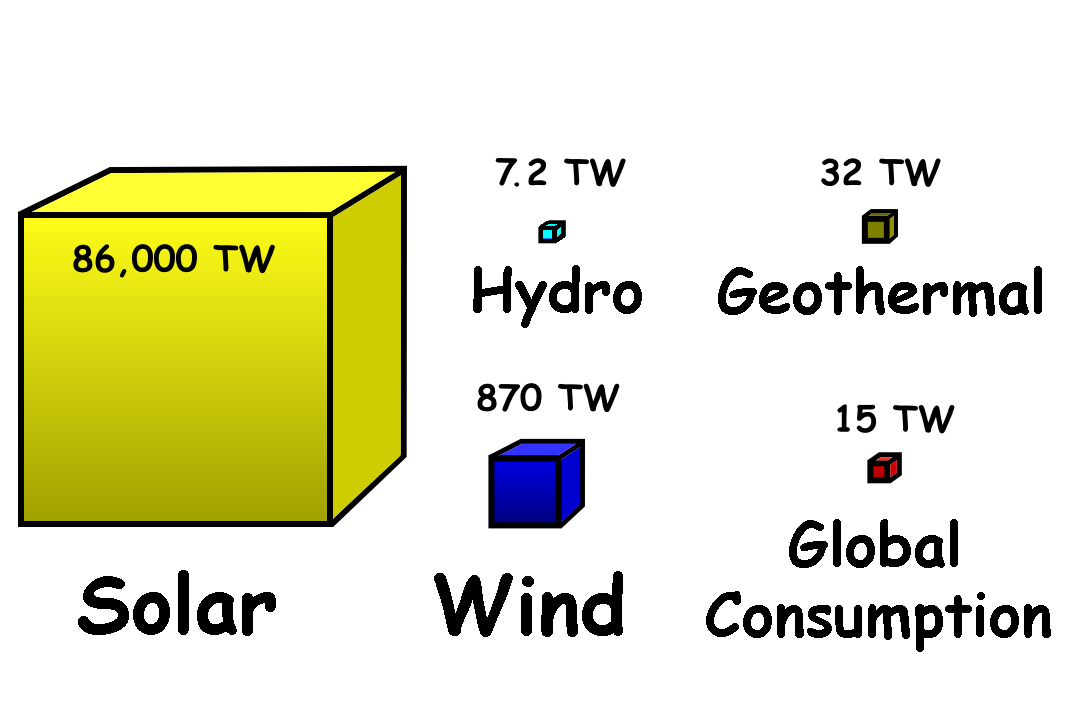
Gràfic amb les possibilitats de les energies renovables en termes de potència instal·lada per a l'aprofitament humà.

Un terawatt és una unitat de potència equivalent a un bilió de watts. La potència total usada pels humans a nivell mundial (al voltant de 16 TW el 2006) es mesura normalment en l'ordre d'aquestes unitats. Els làsers més potents des de mitjans dels 60 fins a la meitat dels 90 donava una sortida de potència de l'ordre de terawatts, només durant uns nanosegons. El pic de potència de transmissió d'energia als llamps pot arribar a ser d'un terawatt, tot i que aquesta potència és transmesa només durant un curt període.

### Petawatt
Un petawatt és una unitat de potència equivalent a mil bilions de watts. Aquesta potència pot produir-se als grans làsers en escales de temps de l'ordre de femtosegons (10-15 s). Basant-se en la mitjana de radiació solar d'1,366 kW/m² la potència total de la radiació incident a l'atmosfera terrestre és estimada de 174 PW, potència que es tradueix directament en energia eòlica i de les corrents marines que també se situen en aquest ordre.

### Altres exemples

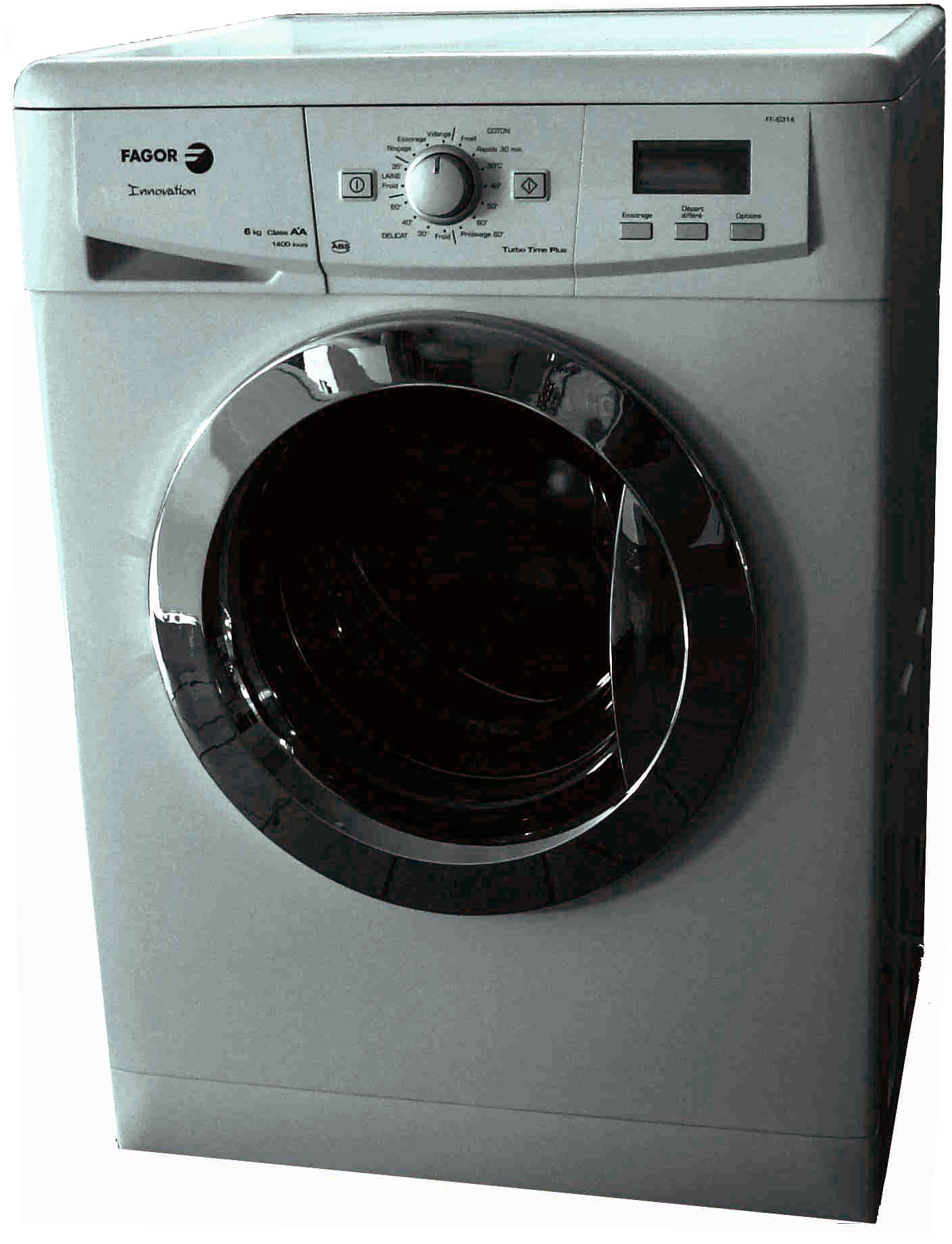
Una rentadora necessita una potència entre 1 i 2,5 kW. El consum del motor és al voltant de 300 W, mentre que la major part de la potència requerida és subministrada a les reistències que escalfen l'aigua.

Les unitats de mesura de potència poden també servir per il·lustrar la rapidesa amb la que s'aconsegueix fer un treball determinat, d'aquesta manera, posant per exemple un treball de 600 J, hauria d'ésser produït (fent servir l'exemple d'augmentar la temperatura d'una gerra d'aigua d'uns 100 cm³ de 18,5 °C a 20 °C), s'efectuaria per exemple amb els següents temps, segons la potència emprada:
- en 10 minuts (600 segons) amb una potència d'escalfament d'1 W;
- en 1 minut (60 segons) amb una potència d'escalfament de 10 W (de l'ordre de la potència d'una bombeta) ;
- en 1 segon amb una potència d'escalfament de 600 W (potència d'un trepant elèctric).

El watt es pot considerar com una unitat relativament petita si s'observen els següents exemples:
- una central nuclear produeix molts bilions de watts, la central nuclear de Gravelines (França) disposa d'una potència nominal de 5,4 GW ;
- un automòbil de 100 CV disposa d'una potència de 73 600 W, és a dir, 73,6 kW ;
- un corredor ciclista professional d'alt nivell pot aconseguir a ple rendiment, per exemple, disputant una cursa en etapa de muntanya o costa amunt una potència instantània (d'una durada de l'ordre de 30 a 45 minuts) de 430 W aproximadament ;
- una rentadora necessita una potència de l'ordre de 1 000 a 2 000 W;
- ordre de magnitud de potència consumida per diferents tipus d'ordinadors individuals :
  - un ordinador de baix cost de xarxa o nettop necessita al voltant de 15 W ;
  - un ordinador de sobretaula amb la seua pantalla LCD necessita una potència d'entre 90 a 200 W aproximadament ;
  - un ordinador dedicat a jocs, necessita una potència de 250 a 800 W segons la seua configuració de targetes gràfiques ;
- una bombeta elèctrica incandescent requereix una potència d'uns 60 W (5 voltes menys si es tracta d'una bombeta fluorescent de baix consum)

## En electricitat

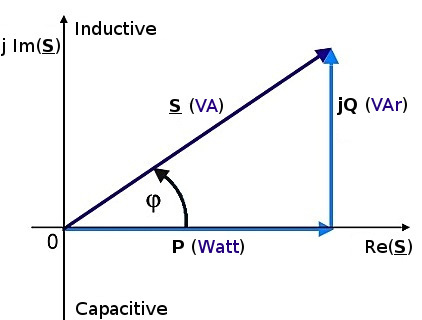
Diagrama complex de la potència d'un sistema en corrent altern:
Potència real (P, en watt, W)
Potència reactiva (Q, en voltampere reactiu, VAr)
Potència complexa (S, en voltampere, VA)
Potència aparent (abs(S), en voltampere, VA)

En electricitat el watt seria la unitat de potència d'un sistema d'una intensitat de corrent d'un ampere sota una tensió d'un volt. És el producte de la tensió per la intensitat:
{\displaystyle P(t)=U(t)\cdot I(t)}
on:
{\displaystyle P(t)} és la potència en funció del temps {\displaystyle t}, s'expressa en watt.
{\displaystyle U(t)} és la tensió elèctrica en funció del temps {\displaystyle t}, s'expressa en volt.
{\displaystyle I(t)} és el corrent elèctric en funció del temps {\displaystyle t}, s'expressa en ampere
Es pot parlar de potència mitjana, eficaç o instantània en funció de la natura del corrent i de la tensió (corrent continu o corrent altern) i de la seva variació al llarg del temps.
El megawatt (MW), un milió de watts, és una unitat habitualment utilitzada en el camp de la producció elèctrica.
Si integrem aquesta potència respecte a un temps d'una hora, obtindrem una quantitat d'energia que habitualment s'expressa en una unitat anomenada quilowatt-hora (kWh), equivalent a 3.600.000 joules (o a 3.600 kJ).
En un sistema de corrent altern la potència s'expressa d'una manera especial a causa del caràcter periòdic de les funcions que hi participen; es poden establir diferents magnituds: potència real, potència reactiva, potència complexa o potència aparent.

## En mecànica
En mecànica el watt és la potència desenvolupada per una força d'un newton aplicada a un punt que es desplaça un metre durant un segon. És a dir, si el punt sobre el que s'aplica una força d'un newton es desplaça a una velocitat d'1 m/s la potència és igual a 1 watt:
{\displaystyle P={\frac {F\cdot d}{t}}=\int F\cdot \mathrm {d} v={\frac {\mathrm {d} W}{\mathrm {d} t}}}
on:
{\displaystyle F} és la força expressada en newtons.
{\displaystyle d} és la distància expressada en metres.
{\displaystyle t} és el temps expressat en segons.
{\displaystyle v} és la velocitat expressada en m/s.
{\displaystyle W} és el treball expressat en joules.

## Watt elèctric i tèrmic

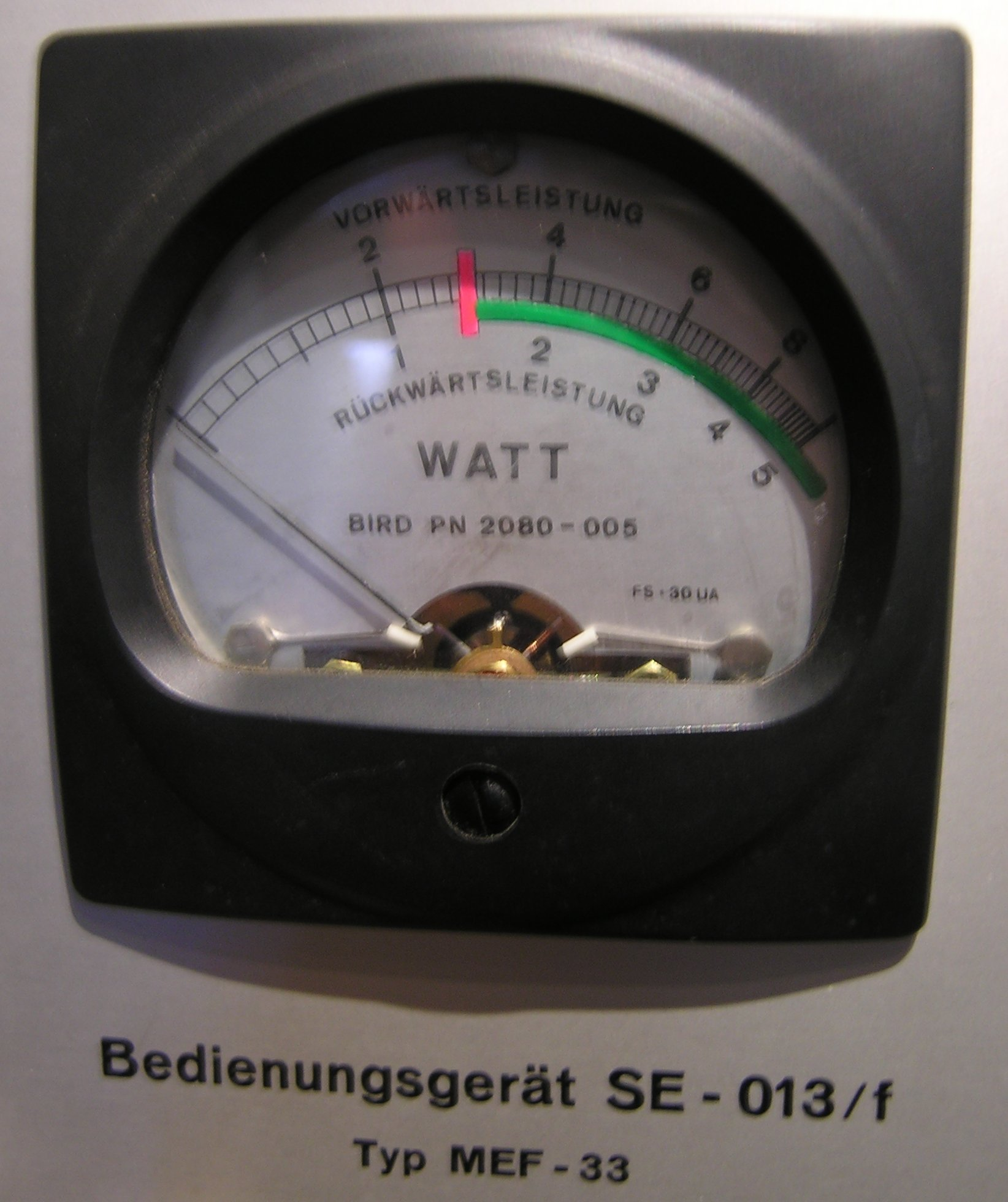
Indicador analògic d'un watímetre, que mesura la potència consumida o generada per un component o subsistema elèctric.

De vegades es diferencia entre watt elèctric i watt tèrmic per tal d'aclarir si parlem de potència elèctrica o potència tèrmica generades.
El terme watt elèctric (simbolitzat We) correspon a la producció de potència elèctrica, el terme remarca que només es parla de potència de generació d'electricitat prescindint de la calor que es pugui generar. Els múltiples habituals són el megawatt elèctric (MWe) i el gigawatt elèctric (GWe).
El terme watt tèrmic (simbolitzat Wt) correspon a la producció de potència tèrmica, amb aquest concepte es vol ressaltar que només es parla de la calor generada. Els seus múltiples més habituals són el megawatt tèrmic (MWt) i el gigawatt tèrmic (GWt).
Aquest tipus de diferenciació s'acostuma a utilitzar en el camp de la producció d'energia, per exemple per diferenciar entre la producció d'electricitat i la dissipació tèrmica d'una central elèctrica o d'un reactor nuclear. La potència d'una central s'expressa habitualment en potència elèctrica (és a dir, en Mwe). La potència tèrmica d'una central nuclear acostuma a ser d'aproximadament tres vegades la seva potència elèctrica. La diferència correspon al rendiment termodinàmic, les limitacions relacionades amb el cicle de Carnot, directament relacionat amb la temperatura de funcionament i a les pèrdues de conversió.
Sempre s'ha de tenir en consideració que la transformació d'energia tèrmica en energia elèctrica només es pot fer amb pèrdues, el rendiment varia entre el 30 i el 40%. La diferència s'explica a causa de la necessitat de refredament dels reactors, a causa de la ineficiència dels generadors basats en turbines de vapor, etc. Per exemple, la Central Nuclear de Embalse (una de les dues centrals nuclears de l'Argentina i situada a la Província de Córdoba) genera 2.109 MW de calor (és a dir, 2.109 MWt) però tan sols 648 MWe.
La utilització d'aquests conceptes i símbols no són recomanats per l'Oficina Internacional de Pesos i Mesures que considera que no es poden afegir símbols addicionals per simbolitzar altre tipus d'informació addicional, i la utilització d'aquests símbols específics que no són definits al SI és incorrecta. Només hi ha un watt, el que canvia és el que es mesura, la magnitud física mesurada, no la unitat utilitzada per la mesura.

## Errors comuns

### Watt i watt hora

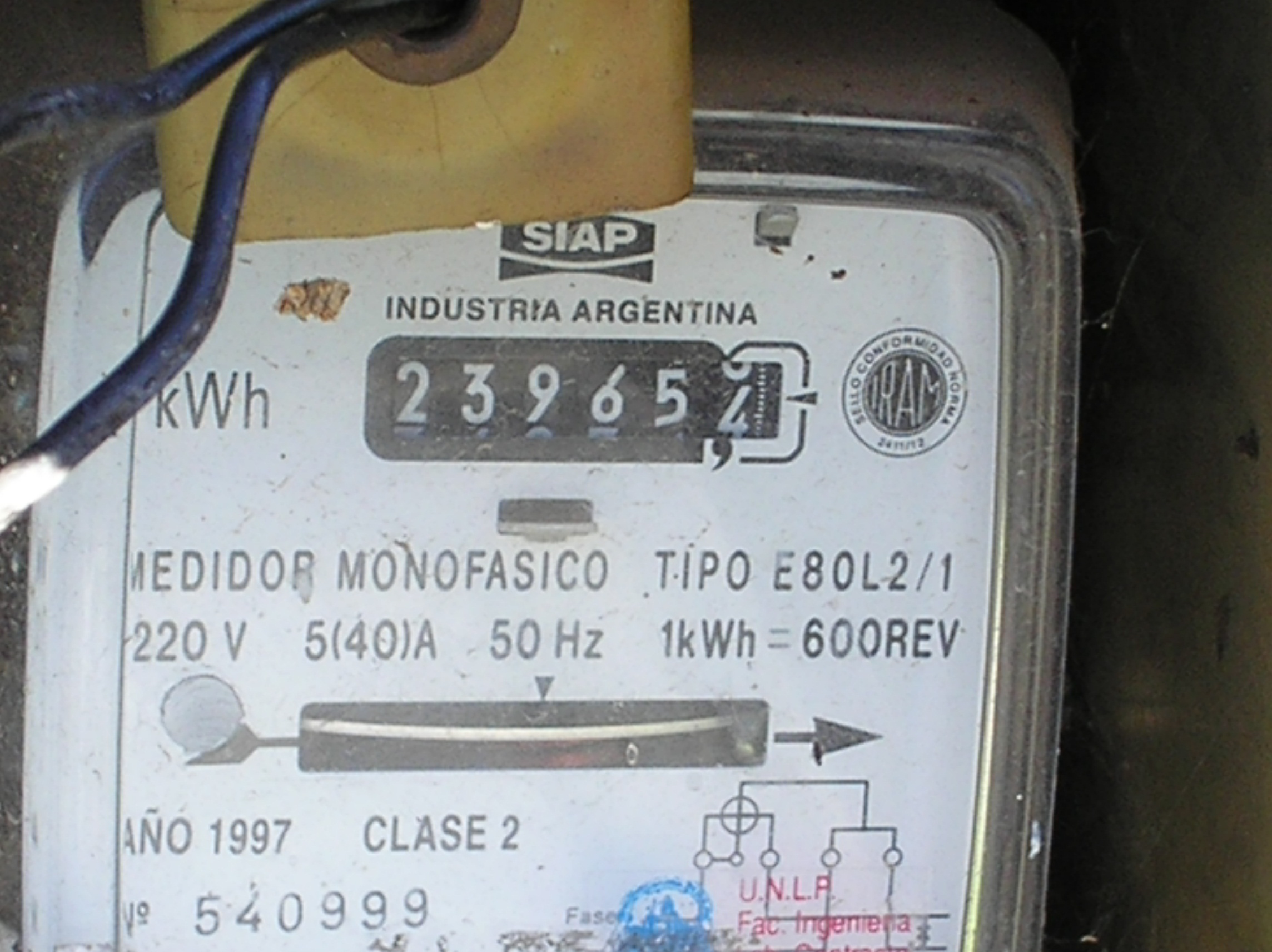
Imatge d'un comptador d'energia, que dona el resultat dels kilowatts·hora consumits.

El kilowatt hora (kWh) no és una unitat de potència, és una unitat d'energia. És comú confondre-les degut a la tendència a escurçar el terme energètic fent servir kilowatt en lloc del kilowatt hora.
La potència i l'energia són fàcils de confondre. Es pot dir que la potència és el ritme de consum (o de generació) d'energia. Un watt és un joule per segon. Per exemple, si una bombeta de 100 W resta encesa durant una hora, l'energia consumida és de 100 watts hora (W·h) o 0,1 kilowatt hora (kW·h) ó (60 × 60 × 100) 360.000 joules (J). Aquesta seria la mateixa quantitat d'energia que faria brillar una bombeta de 40 W durant 2,5 hores. La capacitat d'una planta elèctrica es mesura en watts, però l'energia generada anualment es mesura en watts-hora. Aquesta última unitat no sol fer-se servir, normalment es passa directament al kilowatt hora, o megawatt hora.

### Watt-hora i Watt per hora

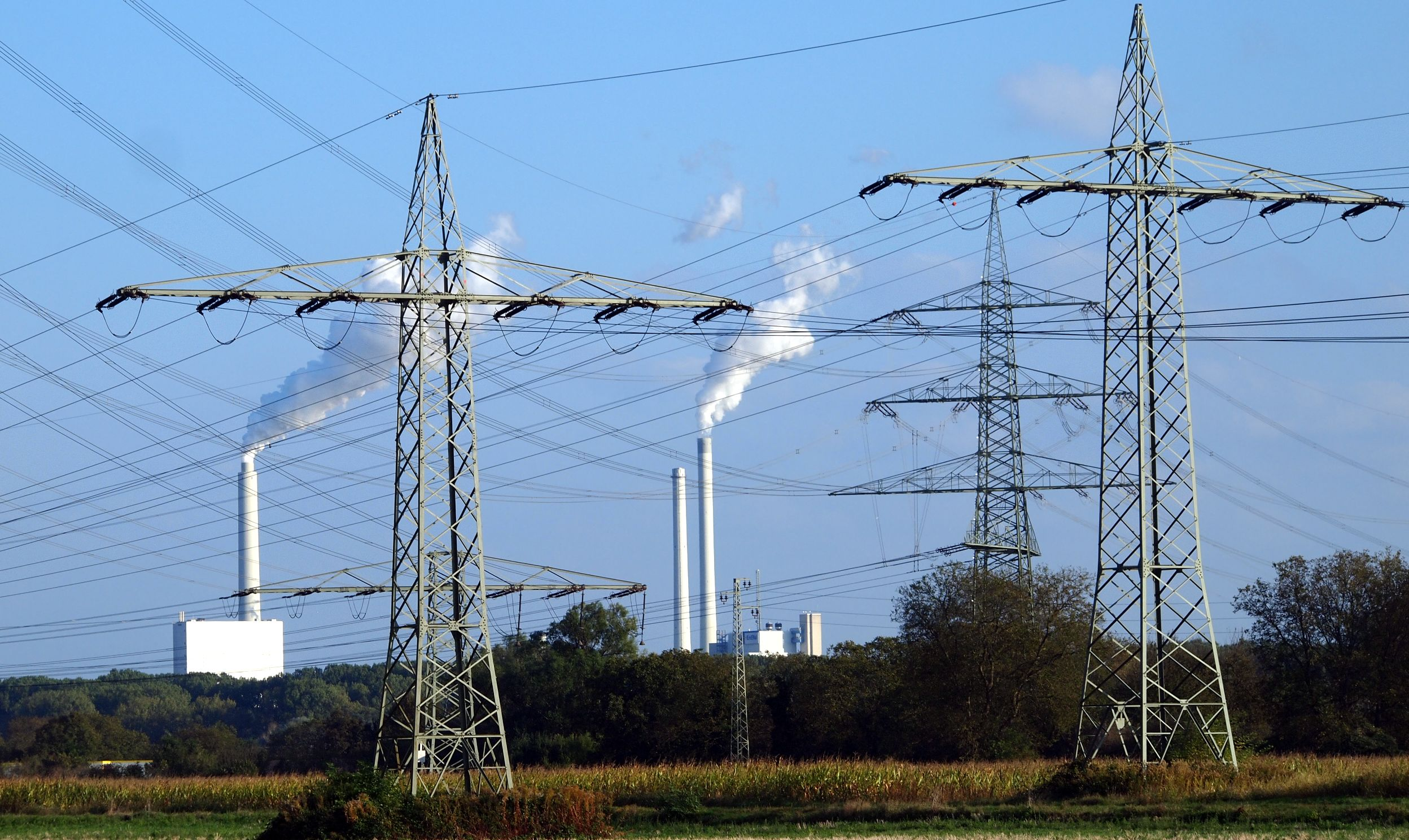
Central i línies de la xarxa elèctrica alemanya. La seua funció és la distribució d'energia elèctrica als consumidors, que poden requerir de l'ordre de Gigawatts en el cas d'un país sencer.

Una altra font de confusió pot ser causada per l'ús de terminologia incorrecta al fer menció de l'energia en kWh, que es pot confondre si es llegeix com si fos kilowatt per hora o kW/h. Aquest tipus d'unitat es troba relacionada amb la generació d'energia i pot ser interessant per expressar les característiques d'una planta de potència. Les unitats del tipus anterior, com per exemple el watt per hora (W/h) reflecteixen la capacitat de canvi de la potència per hora. Els watts per hora (W/h) són útils per a caracteritzar la velocitat d'increment de potència a les plantes de generació. Per exemple, una planta de potència que aconsegueix una potència d'1 MW de zero a 15 minuts té una taxa o velocitat d'increment de la seua potència de 4 MW/h. Les plantes hidroelèctriques tenen una taxa d'increment de la potència molt alta, cosa que les fa molt aptes per enfrontar-se a càrregues màximes i situacions d'emergència.

### Dades de consum anual i capacitat
La majoria de la producció d'energia o consum en un període s'expressa en terawatts hora consumits o produïts. El període que es fa servir és normalment un any de calendari o un any financer. Un terawatt hora és igual a un consum (o producció) continuat d'energia aproximadament de 114 megawatts durant un període d'un any.
A vegades es fa un balanç de l'energia consumida en un any que representaria la potència instal·lada fent transformacions més visibles per als receptors dels informes, per exemple, el consum continuat d'1 kW durant un any donaria com a resultat una necessitat en termes d'energia d'uns 8760 kW·h / any. A vegades es parla de watts·any en les conferències de l'àmbit de l'escalfament global i el consum energètic

### Diferència entre W iW'
A molts llibres de física s'hi inclou la notació W per a denotar el treball (del mot anglès work) que s'ha de distingir de les unitats en watts (treball/temps). Normalment, als llibres, s'escriu el treball amb la lletra W en cursiva o bé amb un traçat semblant a la mà alçada.

## Importància del rendiment en dispositius elèctrics

### Potència i rendiment

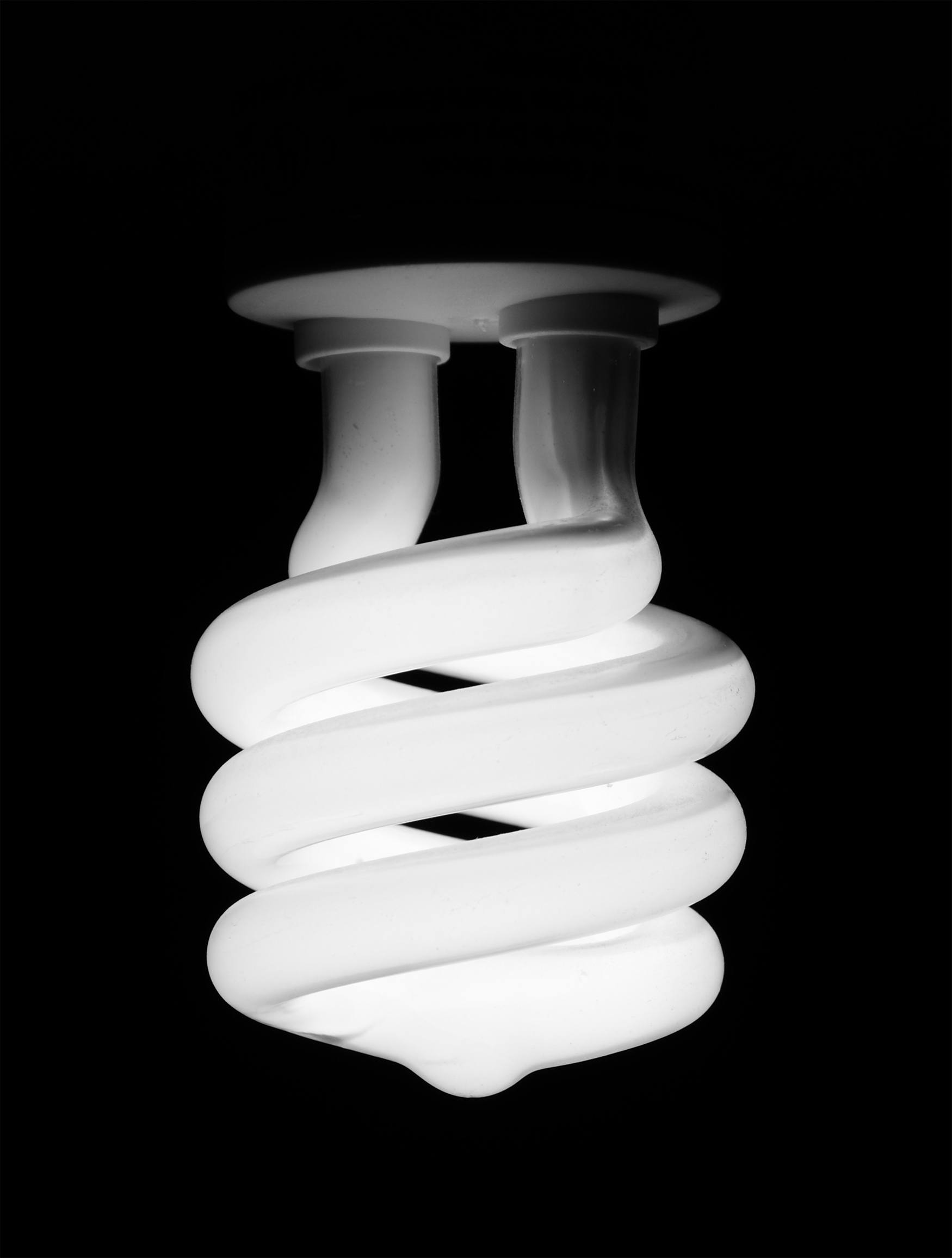
Una bombeta fluorescent compacta desprèn majors potències d'il·luminació que les bombetes incandescents tradicionals.

Els fabricants de material elèctric especifiquen la capacitat requerida en termes de potència dels aparells elèctrics. Aquest sempre és un valor numèric superior a la potència entregada amb la funció específica de l'aparell i per tant, contrari als interessos publicitaris dels fabricants. La potència de sortida pot ser molt menor, depenent de l'eficiència energètica, és a dir, la pèrdua d'energia en la conversió d'energia elèctrica en altres formes d'energia. Les pèrdues en forma de calor, les pèrdues mecàniques i altres poden reduir la potència de sortida real, com per exemple a les aspiradores i trepants. Per exemple, una bombeta de 60 watts de potència, consumeix 60 watts, però només el 5% d'aquesta energia (3 watts) es converteix en llum visible, de forma que es perden al voltant de 57 watts en forma de calor no desitjat. Tot i això si la funció d'una bombeta és la generació de calor, llavors es pot considerar que el rendiment és molt major.
| Tipus de bombeta         | Grau d'eficiència |
| ------------------------ | ----------------- |
| Bombeta incandescent     | 2–5 %             |
| Bombeta halògena         | 3 %               |
| Bombeta de baix consum   | 12 %              |
| LED                      | 12 %              |
| Bombeta de vapor de sodi | 30 %              |

En contrast, en el cas de fonts de llum làser, el fabricant especifica normalment la potència de sortida del làser en valor real. El consum elèctric d'una font de raig làser sempre es troba per damunt del valor de sortida corresponent a l'eficiència de l'aparell.
En el cas dels aparells elèctrics amb motor, s'especifica el consum elèctric total d'un aparell integrat com una talladora de gespa elèctrica. En el cas de motors elèctrics industrials, es pot especificar el valor de potència transmesa directament a l'eix mecànic per tal d'ajustar millor l'acoblament de l'aparell amb la part mecànica que aprofita la seua potència. En l'àmbit industrial se sol indicar en la placa de característiques de cada motor, la potència mecànica disponible a l'eix.

### Consums instantanis
La potència declarada pel fabricant no és necessàriament la que consumeix o proporciona el producte. El producte pot consumir més o ser ineficient durant períodes transitoris al moment en què es posen en marxa, com és l'exemple dels forns d'escalfament ràpid durant la regulació o les bombetes de baix consum, que durant un curt període poden consumir més o no ser tan eficients com quan ja han assolit el règim normal de funcionament.

## Unitats alternatives
Tot i que no és recomanable, es pot trobar la utilització en molts àmbits d'unitats de potència alternatives al watt. Aquestes poden ser:
- El cavall de vapor, CV (o, amb les sigles angleses, de horse power, HP) que equival a 735,49875 W. Fou el mateix James Watt qui va introduir aquesta unitat amb un valor de 745,7 W per tal de comparar la potència entre els motors tèrmics.[15] S'utilitza encara a l'automoció, la climatització i en certs tipus de maquinària industrial.
- Els ft·lbf/s, que equivalen cadascun a 1,35582 W.
- Els kgf·m/s, que equivalen cadascun a 9,80665 W.
- L'esclau (energètic) és una unitat de mesura de l'energia exosomàtica que equival a 120 W, el consum d'energia endosomàtica d'una persona.[16]